# 16 Psique
16 Psique é um asteroide situado na cintura de asteroides entre Marte e Júpiter. O seu diâmetro tem mais de 250 km, e a sua massa é quase 1% de toda a massa existente na cintura de asteroides. É o de maior massa de todos os asteroides metálicos do tipo M e consiste em grande parte em ferro.

## Descoberta e nomeação
Psique foi o 16º objeto descoberto no cinturão de asteroides, por Annibale de Gasparis a 17 de Março de 1852 em Nápoles e foi nomeado em honra de Psiquê, a bela mortal por quem Eros se apaixonou.

## Exploração
A NASA anunciou em 2017 a seleção oficial da missão como parte do programa Discovery da agência, que desenvolve missões de exploração robótica de baixo custo. De acordo com o plano, a sonda "Psyche" será lançada em outubro de 2023 e chegará ao asteroide metálico em 2030. A nave espacial passará cerca de 20 meses estudando o objeto em órbita, usando uma variedade de instrumentos para investigar a composição do objeto, ambiente magnético, campo gravitacional e outras características.